# Vox-ATypI
Vox-ATypI är ett klassificeringssystem inom typografi, utvecklat av Maximilien Vox 1954. Systemet har godkänts av Association Typographique Internationale som antog systemet 1962 (förkortat ATypI). Systemet antogs i Tyskland som DIN 16518 (1964) och i Storbritannien som British Standard 2961 (1967).

## Klasser och underklasser
- Klassiska
  - Humanistiska
  - Garald
  - Transantikva

- Moderna typsnitt
  - Didon
  - Mekanistiska
  - Linjära
    - Groteska
    - Neo-groteska
    - Geometriska typsnitt
    - Linjär-humanistiska

- Kalligrafiska stilar
  - Glyfiska
  - Skriftstil
  - Grafiska
  - Gotiska
  - Gaeliska
- Icke-Latinska